# Anfiteatro Flavio (Pozzuoli)
L'Anfiteatro Flavio è uno dei due anfiteatri romani esistenti a Pozzuoli. Risalente alla seconda metà del I secolo d.C., fu realizzato per far fronte all'incremento demografico di Puteoli, che aveva reso insufficiente il precedente edificio adibito per spettacoli pubblici in età repubblicana. Secondo solo al Colosseo e all'anfiteatro Campano di Capua in quanto a capienza, sorge in corrispondenza della convergenza di due vie principali, la Via Domiziana e la via per Napoli.
Nel 2016 ha fatto registrare 28 899 visitatori.

## Storia
L'Anfiteatro Flavio di Pozzuoli è stato attribuito agli stessi architetti del Colosseo, del quale è di poco successivo. Alcuni testi riportano la sua edificazione sotto Vespasiano e la sua inaugurazione probabilmente da Tito. Secondo alcuni studiosi, la presenza di muratura realizzata con la tecnica dell'opus reticulatum farebbe pensare a una sua realizzazione sotto Nerone, oggetto di rimozione poi per effetto di un processo di damnatio memoriae.
La tecnica muraria comprende, tuttavia, anche l'utilizzo di laterizi; inoltre, il ritrovamento di un'iscrizione epigrafica che recita "Colonia Flavia Augusta/Puteolana pecunia sua (cioè, "la Colonia Flavia Augusta costruì a sue spese") ed il fatto stesso che la tipologia dell'anfiteatro puteolano è del tutto simile a quella del Colosseo darebbero ragione a una collocazione cronologica del monumento in età Flavia. Gli scavi archeologici ebbero inizio nel 1839 e si conclusero alla fine dello stesso secolo ma, solo nel 1947, a seguito di una nuova campagna di scavo, il monumento fu definitivamente liberato dai detriti che si erano accumulati nel corso degli anni.

### La vicenda di San Gennaro
Durante le persecuzioni di Diocleziano, nell'aprile 305 i cristiani Gennaro, Festo, Desiderio e Sossio furono condannati ad essere sbranati nell'Anfiteatro. Il giorno dopo, tuttavia, per l'assenza del governatore stesso oppure, secondo altri, perché si era accorto che il popolo dimostrava simpatia verso i condannati e quindi per evitare disordini, il supplizio fu sospeso. Secondo la tradizione invece, il supplizio fu mutato per l'avvenimento di un miracolo, infatti, le fiere si inginocchiarono al cospetto dei quattro condannati, dopo una benedizione fatta da Gennaro. Furono poi decapitati nei pressi della Solfatara insieme ai puteolani Procolo, Eutiche e Aucuzio.

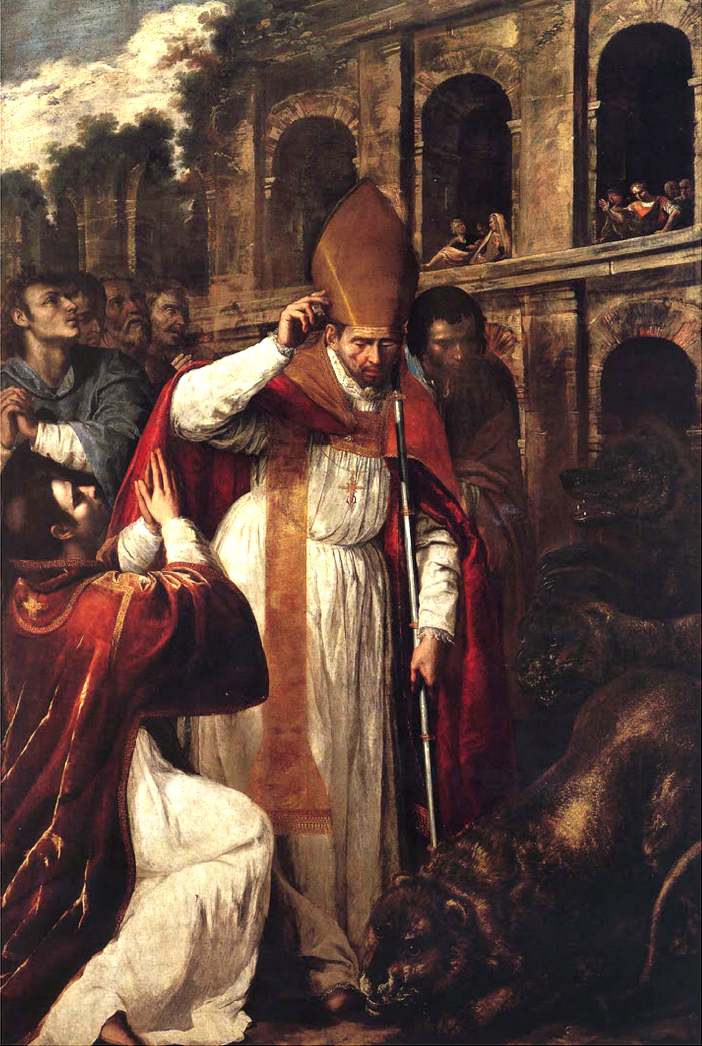
San Gennaro nell'anfiteatro di Pozzuoli, opera di Artemisia Gentileschi

A ricordo della loro permanenza nell'anfiteatro, intorno al XVII - XVIII, la cella dove furono rinchiusi prima dell'esecuzione della condanna ad bestias, divenne una cappella dedicata al culto dei santi lì imprigionati, soprattutto a quello di San Gennaro, al quale è stata intitolata; ciò è testimoniato da due lapidi poste al suo ingresso. Fu decorata con un altare maiolicato e una statua in ceramica raffigurante i santi Gennaro e Procolo che si abbracciano.

## Struttura
La struttura, di pianta ellittica, misura 150 x 116 metri. La facciata esterna, che comprendeva tre ordini di arcate sovrapposti, poggianti su pilastri e sormontati da un attico, in origine era preceduta da un portico ellittico impiantato su una platea di lastroni in travertino i cui pilastri originari in piperno ornati da semicolonne vennero in seguito rinforzati con grandi pilastri in laterizio.
All'interno, cui si accedeva mediante i quattro ingressi principali o attraverso altri dodici secondari, l'arena, sul cui perimetro si aprivano diverse botole, anche lungo la "fossa scenica" ("asse mediano" o "media via"), le quali venivano chiuse con tavole di legno durante gli spettacoli, da dove facevano la loro entrata le belve (tigri, leoni e giraffe), ha i due semiassi di 74 e 44 metri. La cavea, divisa in tre livelli di gradinate (ima, media e summa), permetteva di contenere fino a 40.000 spettatori.
Nei sotterranei, posti a circa 7 metri di profondità, sono tuttora visibili parti degli ingranaggi per sollevare le gabbie che portavano sull'arena belve feroci e probabilmente altri elementi di scenografia degli spettacoli.

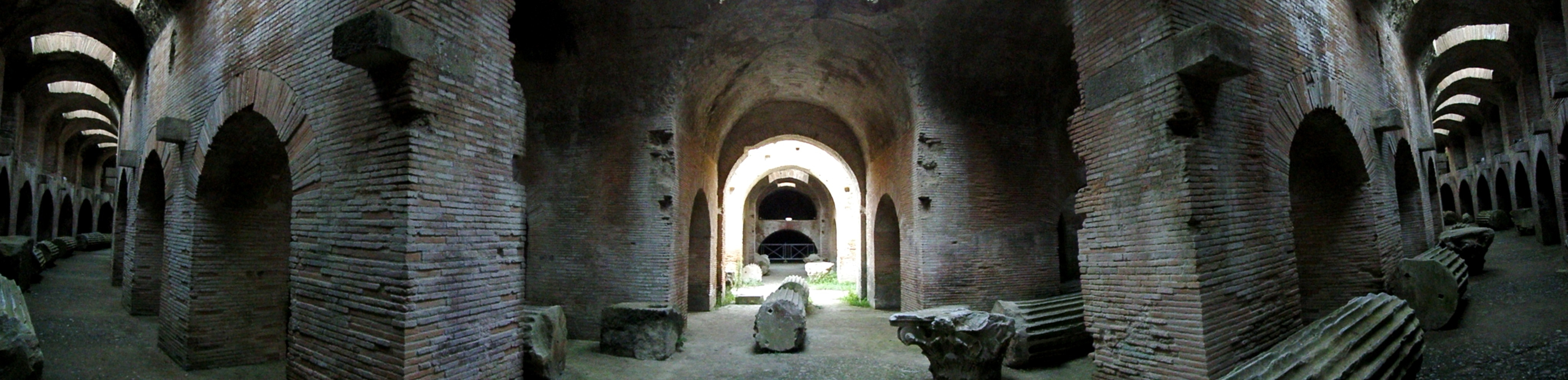
I sotterranei